# Château de Sanem
Le château de Sanem est un château situé au sud du Luxembourg édifié au Moyen Âge sur les ruines de fortifications romaines. Le château fort de Sanem se composait à l’origine d’une tour de pierre et de pièces d’habitation, le tout entouré d’une douve.
Plusieurs familles nobles de la région se sont succédé dans le château. L'armée française l’occupe au XVIe siècle. Au XVIIe siècle, il est occupé par l’armée polonaise.
L'aspect actuel du château date de 1700 environ. En 1753, il est acquis par la famille Tornaco. Celle-ci le vendra en 1950 à la commune d'Esch-sur-Alzette qui en fera un orphelinat, la « Fondation Kannerschlass ».
Le château est classé monument historique en 1971. En 1972, il devint la propriété de l'État luxembourgeois.
Il abrite le siège du Centre virtuel de la connaissance sur l'Europe jusqu'au 1er juillet 2016, qui a été intégré à l’Université du Luxembourg.
Entre 2016 et 2021, l'Etat luxembourgeois a entretenu le château sans que celui-ci soit affecté d'une fonction spécifique.
Le 10 septembre 2021, le Gouvernement décide d'affecter le château à l'Ecole d'Hôtellerie et de Tourisme du Luxembourg (www.EHTL.lu) qui pourra se développer avec ce deuxième campus dans le sud du pays.

## Sources
- « Château de Sanem », sur Centre virtuel de la connaissance sur l'Europe